# ОШ „Свети Сава” Кикинда
Основна школа „Свети Сава“ у Кикинди је осмогодишња школа која се налази у улици Немањиној број 27б. 

## Историјат
Према подацима са сајта ове школе, основана је 1960, али према сајту Покрајинског секретаријата за образовање, почела је са радом годину дана касније. Најпре се звала ОШ „Моша Пијаде“, а од децембра 1994. на седници Школског одбора је донета одлука да се назив школе промени у садашњи. Од оснивања школе, настава је организована на српском и мађарском језику.

## Опремљеност
Школа заузима површину од око 8.000 m², а школски парк, чијем уређењу су допринели наставник биологије и ђаци, са спортским теренима, заузима око 5.000 m². Зграда је пројектована за рад са 24 одељења. Већ после неколико година, са наглим порастом броја ученика, појавио се проблем недостатка простора и тај тренд се наставио све до 1990/91. када је број почео да опада, због опште ситуације у земљи. Овај проблем је решен од почетка 2001. преласком на рад по специјализованим учионицама у предметној настави. У више наврата су дограђивани: сала за физичко васпитање, трпезарија са кухињом, библиотека, канцеларије за директора, секретаријат и стручне сараднике, зубна амбуланта, две просторије за продужени боравак ученика, кабинет за ликовну културу и радионица за техничко образовање.

## Специфичности
У склопу школе, годинама је радила и тзв. вечерња школа, као једна од специфичних делатности. Почела је са радом школске 1993/94. године и дуго била једина школа регистрована за ову делатност на подручју Севернобанатског округа. 
Школске 2005/2006. године почео је са радом центар за корективну гимнастику за ученике школе који имају деформитете коштаног система. У школском парку је 2001. године оформљен и годинама опстајао мини зоолошки врт, односно „мало сеоско двориште“ са различитим домаћим животињама који је служио очигледној настави из природе и друштва и биологије. 
Школа је реализовала или још реализује неколико школских пројеката: од 2003. до 2013. је реализовано квиз такмичење „Путовање кроз знање“, од 2006. организује се математичко квиз такмичење „Светосавска мозгалица”, од 2007. такмичење у лепом писању и Летњи камп, од 2013. године реализује се камп „Спортски бумеранг“. 
Наставници и ученици школе учествују у бројним пројектима и такмичењима у земљи и иностранству и постижу одличне резултате: „Енергија је свуда око нас“ од школске 2011/12. године, „Предузетништвом у Европу“ 2014. и 2015, „Ђак репортер“ од школске 2014/15. године, два ИПА пројекта „Зелени Банат“ 2011. и 2012. и „Банат на европском путу“ од 2014. до 2017, а од школске 2015/2016. године наставници и ученици учествују у бројним међународним еТвининг пројектима. Школа је успоставила и сарадњу са школом из Темишвара. и Арада. 
Успех школе и њених ученика и наставника крунисани су признањима шире јавности. Основна школа „Свети Сава“ добитница је Награде „Др Ђорђе Натошевић“ као најуспешнија установа образовања и васпитања на територији АП Војводине у школској 2012/2013. години, више признања Центра за развој, примену, технологије и информатике за посебан допринос на пољу стручног усавршавања просветних радника 2011, 2012. и 2013. године, Годишње награде Општине Кикинда за 2013. годину за најбољи колектив, прве награде у пројекту „Енергија је свуда око нас 2013“, као и Плакете Црвеног крста Србије за најхуманију средину 2011. и 2013. године.
Ученици школе постижу значајне успехе, попут награде на интернационалном конкурсу Shankar's International Childrens Competition за литерарне радове, као и награде коју додељује Банатски културни центар у оквиру конкурса „Пролеће Симе Цуцића“.
Захваљујући бројним активностима и пројектима којима се у школи промовише физичка активност и здраве животне навике свих ученика, без обзира на пол, узраст, способности, интересовања, социјалне и друге разлике, Основној школи „Свети Сава“ је маја 2015. године уручен сертификат „Активне школе“ Покрајинског секретаријата за спорт и омладину.